# Chained dollars
Les chained dollars sont une méthode d'ajustement des montants réels en dollars américains pour tenir compte de l'inflation au fil du temps, afin de permettre la comparaison des chiffres de différentes années. Le département du Commerce des États-Unis a introduit la mesure du chained dollar en 1996. Elle reflète généralement les chiffres en dollars calculés avec 2012 comme année de référence.